# Rithovius
Rithovius, né Maarten Bouwens en 1511 à Walik dans les Pays-Bas méridionaux et mort le 9 octobre 1583 à Saint-Omer, fut le premier évêque d'Ypres dans les Pays-Bas méridionaux.

## Nom
Né 'Maarten Bouwens' (ou Bauwens or Boudewijns), Rithovius (c'est-à-dire: 'de Rijthove') est également connu en français sous le nom de 'Martin Baudouin'. Comme évêque d'Ypres il signe 'Rithovius'.

## Biographie
Rithovius est né en 1511 à Walik, un hameau près de Riethoven, dans l'actuelle commune de Bergeijk aux Pays-Bas. Lorsque les structures ecclésiastiques furent réorganisées dans les Pays-Bas espagnols, par la bulle pontificale « Super Universas » du 12 mai 1559 du pape Paul IV, Rithovius est nommé  1er évêque d'Ypres (1561). 
C'est lui qui, le 4 juin 1568, fut chargé par le duc d'Albe d'annoncer aux comtes d'Egmont et de Hornes leur condamnation à la décapitation. Il essaya en vain d'obtenir une grâce ou un report de la peine auprès du duc d'Albe pour son ami le comte d'Egmont
Bien que son diocèse ait été frappé par la furie inconoclaste, notamment avec le massacre de 12 prêtres en 1566, Rithovius a adopté des positions relativement modérées en matière de religion et a condamné les excès commis par les catholiques  (par exemple, lors du massacre de Naarden en 1572). 
De 1577 à 1581, il fut retenu comme prisonnier des calvinistes à Gand. Ceux-ci étaient menés par Jean de Hembyse et François de la Kethulle de Ryhove. Après sa libération, il n'est jamais rentré dans son diocèse. Rithovius est mort le 9 octobre 1583 à Saint-Omer 